# 灰衣主教
灰衣主教（法語： 法語發音：[eminɑ̃s ɡʁiz]）指的是擁有很大權力的決策者或顧問，他們在幕後操縱決策，或以非公開、或非官方的身份進行決策。
這個詞最早指的是弗朗索瓦·勒克莱尔·杜特朗布莱神父，此人是紅衣主教黎塞留的得力助手。這位神父是方濟嘉布遣會修士，時常穿著淺褐色長袍，在當時淺褐色被稱為灰色，遂被人稱為灰衣主教。
苏联历史上，米哈伊尔·安德列耶维奇·苏斯洛夫被外界认为是勃列日涅夫的灰衣主教。
当代的王沪宁通常被认为是中华人民共和国三位最高领导人江泽民、胡锦涛和习近平的灰衣主教。